# Lijst van voetbalinterlands Kazachstan - Nederland
Deze lijst van voetbalinterlands is een overzicht van alle officiële voetbalwedstrijden tussen de nationale teams van Kazachstan en Nederland. De landen speelden tot op heden twee keer tegen elkaar. De eerste ontmoeting, een kwalificatiewedstrijd voor het Europees kampioenschap voetbal 2016, werd gespeeld in Amsterdam op 10 oktober 2014. Het laatste duel, de returnwedstrijd in dezelfde kwalificatiereeks, vond plaats op 10 oktober 2015 in Astana.

## Wedstrijden
| № | № NED | Plaats    | Datum           | Competitie           | Wedstrijd              | Uitslag |
| - | ----- | --------- | --------------- | -------------------- | ---------------------- | ------- |
| 1 | 754   | Amsterdam | 10 oktober 2014 | EK 2016 kwalificatie | Nederland – Kazachstan | 3 – 1   |
| 2 | 764   | Astana    | 10 oktober 2015 | EK 2016 kwalificatie | Kazachstan – Nederland | 1 – 2   |

## Samenvatting
| Competitie      | Totaal gespeeld | Winst Kazachstan | Gelijk | Winst Nederland | Doelsaldo Kazachstan – Nederland |
| --------------- | --------------- | ---------------- | ------ | --------------- | -------------------------------- |
| EK-kwalificatie | 2               | 0                | 0      | 2               | 2 − 5                            |
| Totaal          | 2               | 0                | 0      | 2               | 2 − 5                            |

Wedstrijden bepaald door strafschoppen worden, in lijn met de FIFA, als een gelijkspel gerekend.

## Details

### Eerste ontmoeting
| EK 2016 kwalificatie (scheidsrechter Matej Jug, Amsterdam, Nederland, 10 oktober 2014):                                                                                               |              | |
| Nederland | 3 – 1        | Kazachstan |
| Klaas-Jan Huntelaar 62' Ibrahim Afellay 82' Robin van Persie 89' (pen.) | goals        | 18' Rinat Abdulin |
| Guus Hiddink | bondscoach   | Joeri Krasnozjan |
| Jasper Cillessen Gregory van der Wiel Stefan de Vrij Bruno Martins Indi 81' Arjen Robben Wesley Sneijder Nigel de Jong 56' Ibrahim Afellay Daley Blind Robin van Persie Jeremain Lens | opstellingen | Alexandr Mokin 72' Viktor Dmitrenko Rinat Abdulin Ilya Vorotnikov Gafurzhan Suyumbayev Dmitriy Miroshnichenko 79' Andrei Karpovich Anatoliy Bogdanov Dmitriy Shomko 90' Sergej Chizjnitsjenko Bauyrzhan Dzholchiev |
| Klaas-Jan Huntelaar 56' Leroy Fer 81' | wissels      | 72' Mark Gurman 79' Valeriy Korobkin 90' Azat Nurgalijev |
| | gele kaarten | 33' Rinat Abdulin 55' Viktor Dmitrenko 89' Dmitriy Miroshnichenko 89' Dmitriy Shomko |
| | rode kaarten | 64' Bauyrzhan Dzholchiev |

### Tweede ontmoeting
| EK 2016 kwalificatie (scheidsrechter Clément Turpin, Astana, Kazachstan, 10 oktober 2015): |              | |
| Kazachstan | 1 – 2        | Nederland |
| Islambek Kuat 90+5' | goals        | 33' Georginio Wijnaldum 50' Wesley Sneijder |
| Joeri Krasnozjan | bondscoach   | Danny Blind |
| Stas Pokatilov Samat Smakov Konstantin Engel Sergey Malyi Gafurzhan Suyumbayev Yuriy Logvinenko Islambek Kuat Ulan Konysbayev Timur Dosmagambetov 81' Bauyrzhan Islamkhan 17' Aleksey Shchetkin 74'      | opstellingen | 81' Tim Krul Virgil van Dijk Jeffrey Bruma Kenny Tete Jaïro Riedewald 80' Wesley Sneijder Daley Blind 87' Klaas-Jan Huntelaar Georginio Wijnaldum Memphis Depay Anwar El Ghazi |
| Kazbek Geteriyev 17' Sergej Chizjnitsjenko 64' Azat Nurgalijev 81' | wissels      | 80' Ibrahim Afellay 81' Jeroen Zoet 87' Robin van Persie |
| Yuriy Logvinenko 1' | gele kaarten | 5' Daley Blind 31' Jeffrey Bruma 72' Anwar El Ghazi |
| - Debuut van Anwar El Ghazi, Kenny Tete (Ajax), Jeroen Zoet (PSV), en Virgil van Dijk (Southampton) voor Nederland. - Honderdste interland van invaller Robin van Persie (Fenerbahçe SK) voor Nederland. |              | |

KFF · A-internationals · Bondscoaches · Statistieken · Kazachs vrouwenelftal · Olympisch elftal · Kazachstan U21 · Kazachstan U20 · Kazachstan U19 · Kazachstan U18 · Kazachstan U17
1992 – 1999 · 2000 – 2009 · 2010 – 2019 · 2020 – 2029
1992 · 1993 · 1994 · 1995 · 1996 · 1997 · 1998 · 1999 · 2000 · 2001 · 2002 · 2003 · 2004 · 2005 · 2006 · 2007 · 2008 · 2009 · 2010 · 2011 · 2012 · 2013 · 2014 · 2015 · 2016 · 2017 · 2018 · 2019 · 2020 · 2021 · 2022 · 2023 ·
2024 · 2025
Albanië ·
Andorra ·
Armenië ·
Azerbeidzjan ·
Bahrein ·
België ·
Bosnië en Herzegovina ·
Bulgarije ·
Burkina Faso ·
China ·
Curaçao ·
Cyprus ·
Denemarken ·
Duitsland ·
Engeland ·
Estland ·
Faeröer ·
Finland ·
Frankrijk ·
Georgië ·
Griekenland ·
Hongarije · 
Ierland ·
IJsland ·
Irak ·
Iran ·
Japan ·
Jordanië ·
Kirgizië ·
Koeweit ·
Kroatië ·
Laos ·
Letland ·
Libanon ·
Libië ·
Liechtenstein ·
Litouwen ·
Litouwen ·
Luxemburg ·
Malta ·
Moldavië ·
Montenegro ·
Nederland ·
Nepal ·
Noord-Ierland ·
Noord-Korea ·
Noord-Macedonië ·
Noorwegen ·
Oekraïne ·
Oezbekistan ·
Oman ·
Oostenrijk ·
Pakistan ·
Palestina ·
Polen ·
Portugal ·
Qatar ·
Roemenië ·  
Rusland ·
San Marino ·
Saoedi-Arabië ·
Schotland ·
Servië ·
Singapore ·
Slovenië ·
Slowakije ·
Syrië ·
Tadzjikistan ·
Thailand ·
Tsjechië ·
Turkmenistan ·
Turkije ·
Verenigde Arabische Emiraten ·
Vietnam ·
Wales ·
Wit-Rusland ·
Zuid-Korea ·
Zweden
KNVB ·
A-internationals ·
Bondscoaches (m) ·
Topscorers ·
Nederlands vrouwenelftal ·
Bondscoaches (v) ·
Nederland B ·
Olympisch elftal ·
Jong Oranje ·
Nederland –20 ·
Nederland –19 ·
Nederland –18 ·
Nederland –17 ·
Nederland –16 ·
Nederland –15 ·
Nederlands amateurelftal ·
Nederlands zaterdagelftal ·
Jong OranjeLeeuwinnen ·
Vrouwen –20 ·
Vrouwen –19 ·
Vrouwen –18 ·
Vrouwen –17 ·
Vrouwen –16 ·
Vrouwen –15 ·
Militair mannenelftal ·
Militair vrouwenelftal ·
Strandteam ·
Vrouwen Strandteam ·
Futsalteam ·
Vrouwen Futsalteam

EK-wedstrijden ·
WK-wedstrijden ·
Resultaten kwalificaties en eindronden ·
Nederland B-wedstrijden ·
Officieuze wedstrijden ·
EK-wedstrijden vrouwen ·
WK-wedstrijden vrouwen ·
Resultaten vrouwen kwalificaties en eindronden
1905 – 1919 ·
1920 – 1929 ·
1930 – 1939 ·
1940 – 1949 ·
1950 – 1959 ·
1960 – 1969 ·
1970 – 1979 ·
1980 – 1989 ·
1990 – 1999 ·
2000 – 2009 ·
2010 – 2019 ·
2020 – 2029
2015 ·
2016 ·
2017 ·
2018 ·
2019 ·
2020 ·
2021 · 
2022
EK's: 1976 · 
1980 · 
1988 · 
1992 · 
1996 · 
2000 · 
2004 · 
2008 · 
2012 · 
2020 · 
2024
WK's: 1934 · 
1938 · 
1974 · 
1978 · 
1990 · 
1994 · 
1998 · 
2006 · 
2010 · 
2014 · 
2022
OS: 1908 ·
1912 ·
1920 ·
1924 ·
1928 ·
1948 ·
1952 ·
2008
Albanië ·
Andorra ·
Argentinië ·
Armenië ·
Australië ·
België ·
Bosnië en Herzegovina ·
Brazilië ·
Bulgarije ·
Canada ·
Chili ·
China ·
Colombia ·
Costa Rica ·
Curaçao ·
Cyprus ·
DDR ·
Denemarken ·
Duitsland ·
Ecuador ·
Egypte ·
Engeland ·
Estland ·
Faeröer ·
Finland ·
Frankrijk ·
GOS · 
Georgië ·
Ghana ·
Gibraltar ·
Griekenland ·
Hongarije ·
Ierland ·
IJsland ·
Indonesië ·
Iran ·
Israël ·
Italië ·
Ivoorkust ·
Japan ·
Joegoslavië ·
Kameroen ·
Kazachstan ·
Kroatië ·
Letland ·
Liechtenstein ·
Luxemburg ·
Malta ·
Marokko ·
Mexico ·
Moldavië ·
Montenegro ·
Nederlandse Antillen ·
Nigeria ·
Noord-Ierland ·
Noord-Macedonië ·
Noorwegen ·
Oekraïne ·
Oostenrijk ·
Paraguay ·
Peru ·
Polen ·
Portugal ·
Qatar ·
Roemenië ·
Rusland ·
Saarland ·
San Marino ·
Saoedi-Arabië ·
Schotland ·
Senegal ·
Servië en Montenegro ·
Slovenië ·
Slowakije ·
Sovjet-Unie ·
Spanje ·
Suriname ·
Thailand ·
Tsjechië ·
Tsjecho-Slowakije ·
Tunesië ·
Turkije ·
Uruguay ·
Verenigd Koninkrijk ·
Verenigde Staten ·
Wales ·
Wit-Rusland ·
Zuid-Afrika ·
Zuid-Korea ·
Zweden ·
Zwitserland
Argentinië (1978) ·
Argentinië (2006) ·
Argentinië (2014) ·
Argentinië (2022) ·
Australië (2014) ·
Brazilië (2014) ·
Chili (2014) · 
Costa Rica (2014) ·
Denemarken (2010) ·
Denemarken (2012) ·
Duitsland (2012) · 
Ecuador (2022) · 
Frankrijk (2008) ·
Italië (2008) ·
Ivoorkust (2006) ·
Japan (2010) ·
Kameroen (2010) ·
Mexico (2014) · 
Noord-Macedonië (2021) · 
Oekraïne (2021) · 
Oostenrijk (2021) · 
Portugal (2006) ·
Portugal (2012) ·
Portugal (2019) ·
Qatar (2022) ·
Roemenië (2008) ·
Rusland (2008) ·
San Marino (2011) ·
Senegal (2022) ·
Servië en Montenegro (2006) ·
Sovjet-Unie (1988) ·
Spanje (2010) ·
Spanje (2014) ·
Tsjechië (2021) · 
Uruguay (2010) ·
Verenigde Staten (2022) · 
West-Duitsland (1974)